# Harpactea camenarum
Harpactea camenarum là một loài nhện trong họ Dysderidae.
Loài này thuộc chi Harpactea. Harpactea camenarum được miêu tả năm 1977 bởi Brignoli.